# Jesús que torna
Jesús que torna és un drama en tres actes i en prosa, d'Àngel Guimerà, estrenat al teatre Novedades de Barcelona, la nit del dia 1 de març de 1917, sota la direcció d'Enric Borràs.

## Repartiment de l'estrena
- Gladys: Assumpció Casals
- Madama Gringoire: Miquela Castejón
- Joana: Josefa Parsiva
- Pepa: Maria Vila
- Nataniel: Enric Borràs
- Rei Rodolf: Jaume Borràs
- Príncep Demetri: Anton Strems
- Comendatore Morelli: Ramon Tort
- Comte d'Orlof: Gastó A. Màntua
- Baró d'Arding: Josep Claramunt
- Vescomte d'Arlet: Joaquim Torrents
- Coronel Talarn: Anton Casanovas
- Dorman: August Barbosa
- Slavis: Andreu Guixer
- Carlot : Salvador Cervera
- Alexis: Joaquim Torrents
- Sergi: Josep Claramunt